# Figura z 1906 roku w Łubczu

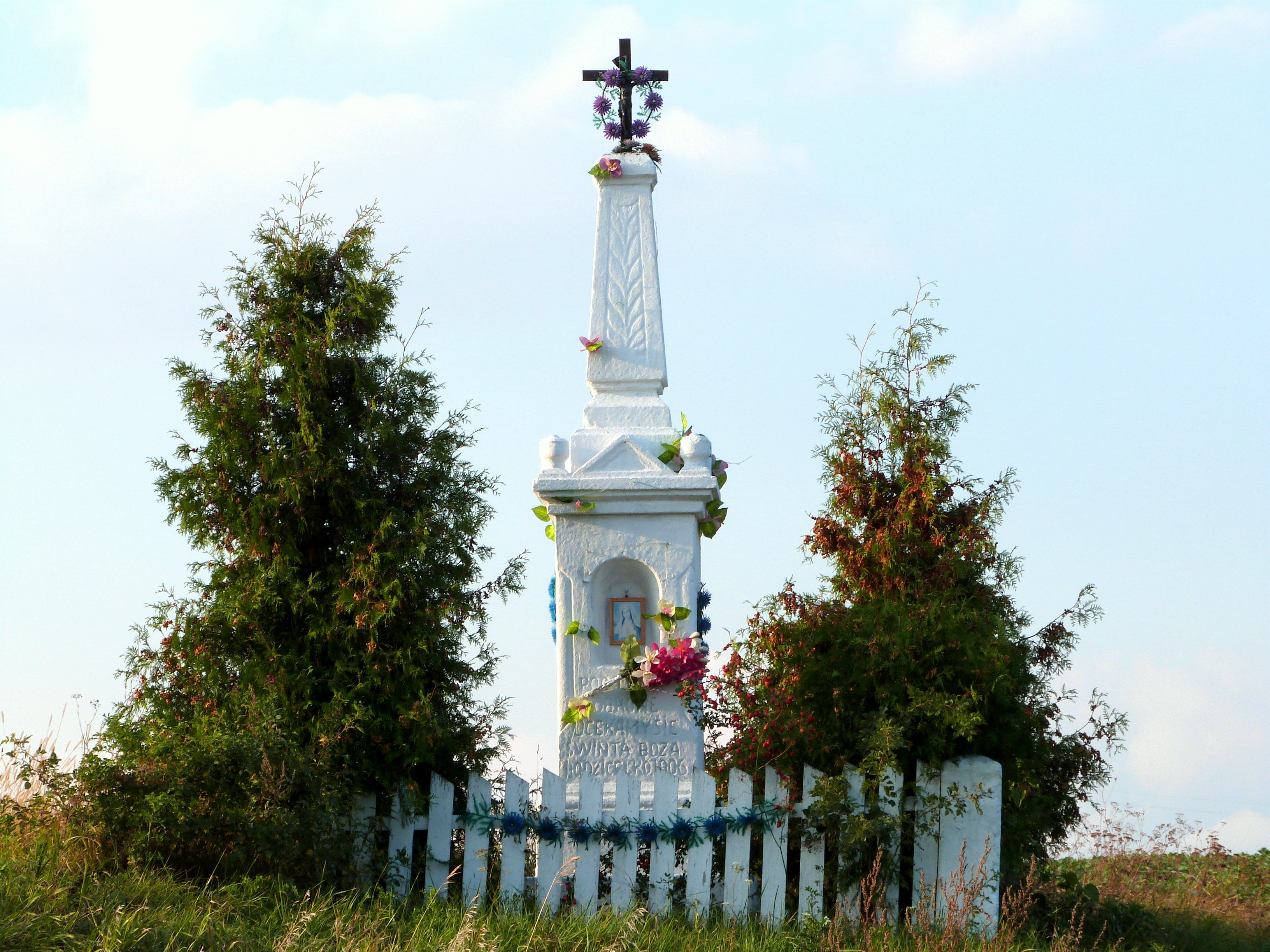
Kapliczka w Łubczu

Figura z 1906 roku w Łubczu – kapliczka  przydrożna typu wnękowego wykonana z kamienia w 1906 roku, znajdująca się w Łubczu, na terenie parafii św. Anny w Gródku. Podobna w swej formie do szeregu kapliczek postawionych  w okolicznych wsiach po wydaniu przez cara Mikołaja II ukazu tolerancyjnego z 30 kwietnia 1905 roku znacznie rozszerzającego swobody religijne na terenach objętych zaborem rosyjskim.

## Historia lokalizacji
Kapliczkę postawiono przy skrzyżowaniu głównej drogi Łubcza z drogą do Szlatyna oraz z nieistniejącym traktem w kierunku Gródka, naprzeciwko dworu dziedzica. Istnienie wcześniejszego krzyża w tym miejscu lub niedaleko tego miejsca potwierdzają m.in. Mapa Topograficzna Królestwa Galicji i Lodomerii z lat 1779-1783, tzw. Mapa Miega oraz austro-węgierska mapa topograficzna z 1878 roku. 

## Architektura
Figura ma formę trójdzielną. Składa się z ustawionej na postumencie kapliczki z wnęką, w której niegdyś znajdowała się późnobarokowa rzeźba putta z II połowy XVIII w.. Pod wnęką znajduje się wyryty napis „POD TWOJĄ OBRONĘ UCIEKAMY SIĘ ŚWINTA BOŻA RODZICIELKO 1906”. Kapliczka przykryta jest skrzyżowanymi kalenicowo daszkami, co uważane jest za nawiązanie do neogotyckiej wieżyczki. W narożach ustawione są 4 ozdobne urny. Ponad daszkami znajduje się smukła czworoboczna zwężająca się ku górze sterczyna, której ściany zdobi motyw stylizowanej gałązki palmowej. Sterczyna zwieńczona jest prostym żeliwnym krzyżem.

## Figura w relacjach mieszkańców
Z figurą związane jest ocalenie jednego z mieszkańców Łubcza podczas największego napadu UPA na wieś w dniu 5 kwietnia 1944 r. (zginęło 105 osób). Według relacji mieszkańców mężczyzna schował się za figurą przed przechodzącymi drogą Ukraińcami, co pozwoliło mu uciec i uniknąć śmierci.
Pierwotnie figura stała kilka lub kilkadziesiąt metrów od obecnego miejsca. Według relacji mieszkańców podczas przesuwania znaleziono pod nią kilka guzików z orłami pochodzących z polskiego munduru.
Figura jest jednym z dwóch miejsc w Łubczu, w którym tradycyjnie pod gołym niebem w Wielką Sobotę Wielkanocną święci się pokarmy, czyli „Paschę”.